# Heterarchie
Heterarchie (altgriechisch ἕτερος heteros, deutsch ‚der Andere‘ und ἄρχειν archein, deutsch ‚herrschen‘) ist ein System von Elementen, die nicht in einem Über- und Unterordnungsverhältnis stehen, sondern mehr oder weniger gleichberechtigt nebeneinander. Heterarchie steht für Selbststeuerung und Selbstbestimmung und betont dezentrale und Bottom-up-Entscheidungen. Der Begriff wurde von dem Neurophysiologen und Kybernetiker Warren McCulloch im Zusammenhang mit der Funktionsweise von neuronalen Netzen als Komplement zum Begriff Hierarchie eingeführt.

## Organisationstheorie
In der Organisationstheorie bedeutet Heterarchie, dass jede teilnehmende bzw. jede Organisationseinheit einer heterarchischen Organisation zugleich Manager bzw. Steuerungseinheit dieser Organisation ist.
Die heterarchische Struktur eines Unternehmens oder eines Netzwerks ist das Gegenstück zur hierarchischen Struktur. Die Koordination und Kooperation innerhalb eines Unternehmens erfolgt gleichberechtigt und die Machtverhältnisse in einem Unternehmensnetzwerk sind ausgeglichen.
In Analogie dazu lassen sich heterarchische Arrangements als eine Zusammenstellung verschiedener Organisationsformen verstehen, die im Gegensatz zur hierarchischen Organisation Möglichkeiten zur organisationalen Selbstbestimmung und Selbststeuerung auf allen Unternehmensebenen bieten. Heterarchische Arrangements treten dort auf, wo abseits von ausschließlich top-down-gerichteten Delegierungsverfahren Spielräume für Bottom-up-Entscheidungen bestehen. Dabei führt die Etablierung heterarchischer Arrangements nicht zur Auflösung von Hierarchie in Unternehmen. Vielmehr dient die Integration heterarchischer Arrangements zur Erhöhung der lokalen Anpassungsfähigkeit (local responsiveness) eines multistandörtlichen Unternehmens, dessen Tochterunternehmen in unterschiedliche lokale Kontexte eingebettet sind. Eine global einheitliche Strategie, die zur Effizienzerhöhung für sämtliche Unternehmensstandorte und einen einheitlichen Weltmarkt konzipiert ist, würde die lokalen Kundenbedürfnisse und gesetzlichen Anforderungen, denen sich Tochterunternehmen ausgesetzt sehen, nicht ausreichend berücksichtigen. Daher müssen Unternehmen die richtige Balance finden zwischen flexibler Anpassung an lokale Spezifika und einer effektiven und effizienten globalen Koordination der Unternehmensstandorte.
Ähnlich dazu im politischen Kontext verhält sich beispielsweise die Risk Governance im Zuge der europäischen Integration, die neue Formen der Zusammenarbeit (Ko-Kreation) erforderlich mache.

## Heterarchische Aufgabenanalyse
In der psychologischen Arbeitsanalyse gibt es ein Verfahren namens Heterarchische Aufgabenanalyse (HAA). Es kombiniert Verhaltensbeobachtung und videogestützte retrospektive Befragung. Dadurch werden benutzer- und aufgabenspezifische Analysen zwischen Mensch und Computer möglich. Über die genaue Protokollierung der Aufgabenbearbeitung mit Softwarewerkzeugen können Software-Entwicklungsprojekte Vorschläge zur Gestaltung aufgabenorientierter Benutzeroberflächen gewinnen.